# Torre civica (Cuneo)
La torre civica di Cuneo è la torre civica di Cuneo di origine medievale.

## Descrizione
Alta 52 metri e con 132 scalini, la torre si erge nel centro storico di Cuneo, dominando la città. La base della torre è quadrata, con ciascun lato di circa 6 metri e mura spesse due metri. Dalla cella campanaria si può vedere l'intera città e le Langhe, oltre che le Alpi e il Monte Rosa.

## Storia
Secondo un'antica tradizione, la torre fu eretta dopo il trattato di pace stipulato tra il Comune di Cuneo e il Comune di Mons Regalis (Mondovì) il 15 giugno 1317, che prevedeva che re Roberto d'Angiò, signore della contea di Piemonte, ordinasse ai monregalesi di costruire la Torre Civica a loro spese. Tuttavia, questa sembra essere solo una leggenda, poiché durante la dominazione degli Angiò, Cuneo non fu mai in guerra con Mondovì. Inoltre, uno dei più antichi documenti conservati nell'archivio storico comunale riferisce che già nel 1240 il Consiglio Comunale veniva convocato al suono della campana civica more solito (come al solito). Nel 1574 alla campana presente ne fu aggiunta un'altra, più grande.
Gli antichi Statuti di Cuneo, che regolavano l'uso della campana comunale, documentano anche l'esistenza di una camera carceraria, probabilmente situata al piano terra della torre. Questa camera non aveva aperture verso l'esterno e vi si accedeva tramite una botola nel soffitto. L'ingresso a piano terra fu realizzato solo nel 1729, quando, con il trasferimento del carcere in via del Quartiere (l'attuale via Leutrum), fu aperta una breccia nella robusta muratura di base.
Nel 1627, a causa di fuochi accesi sulla torre alla vigilia di San Giovanni, un incendio devastò il Palazzo Comunale e si propagò all’interno della torre stessa, facendo precipitare e rompere le due campane. Queste furono successivamente rifuse da Domenico Guliermont, maestro e fabricator di campane proveniente da Vercelli. Nel 1730 il Palazzo Civico fu completamente ristrutturato su progetto del celebre architetto monregalese Francesco Gallo, che gli conferì le dimensioni e le forme attuali.
A fianco della torre, affacciato sulla platea (l'attuale via Roma), si trovava il Palazzo Comunale. Nel 1775, la sede del Municipio fu trasferita di fronte, in via Roma 28, occupando i locali dell’ex Collegio Scolastico dei Padri Gesuiti. Il vecchio Palazzo Civico divenne così sede delle scuole “basse” comunali (equivalenti alle odierne scuole elementari).
Nel 1799, nel contesto della campagna d'Italia, l'esercito francese, che da tre anni occupava Cuneo, decise di cancellare dalla torre lo stemma della città e le iscrizioni che inneggiavano alla tradizionale fedeltà dei cuneesi ai Savoia. Lo stemma di Cuneo e l'allegoria della città circondata dal torrente Gesso e dal fiume Stura furono nuovamente affrescati nel 1824 e rieseguiti nel 1858 dal pittore Gaetano Borgocaratti.
Agli inizi del XX secolo, il locale di ingresso alla Torre Civica al piano terra fu adibito a peso pubblico, per poi diventare un negozio di fiori.
Alla fine della seconda guerra mondiale nel 1945, il campanone suonò per festeggiare la liberazione di Cuneo dai nazi-fascisti da parte dei partigiani e per accompagnare il funerale dei loro compagni caduti. Il 4 novembre 1968, per il 50º anniversario della fine della prima guerra mondiale, il campanone fu dedicato alla memoria dei caduti di tutte le guerre e fu collocata una lapide sulla facciata dell’ex Palazzo Civico.
L'aspetto attuale della Torre è il risultato dei lavori di restauro promossi dalla Civica Amministrazione per celebrare l'ottavo centenario della fondazione della città di Cuneo (1198-1998), che hanno riportato alla luce il suo splendore.